# Brama „Kościuszko”
Brama forteczna Kościuszko – jeden z obiektów dawnej austriackiej Twierdzy Kraków. Powstała w 1908 roku, zburzono ją po 1920 roku.
Pierwotnie była to brama w murze ceglanym ze strzelnicami w obwodzie umocnień grupy Fortu 2 „Kościuszko” w Krakowie. Niewiele się zachowało z zabytkowej bramy – tylko fragment muru oporowego wtórnie pozbawiony płaszcza ziemnego. Relikty Bramy Kościuszko znajdują się przy Alei Jerzego Waszyngtona w Krakowie.

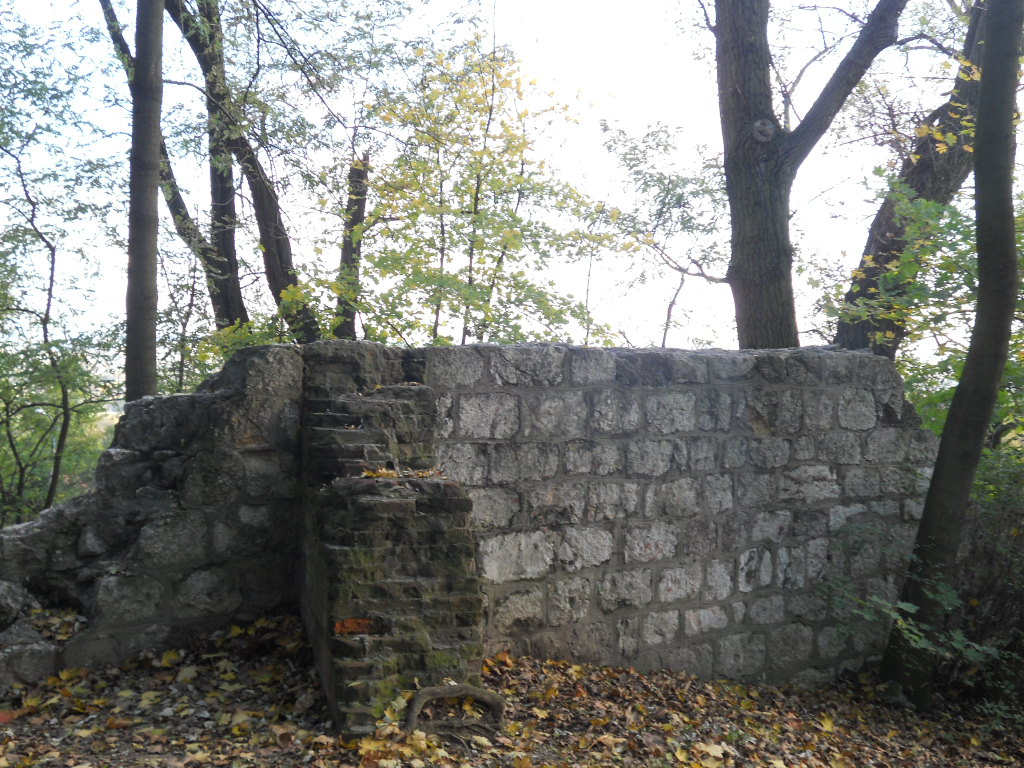
Widok z drugiej strony